# Celeste Holm
Celeste Holm (New York, 29 aprile 1917 – New York, 15 luglio 2012) è stata un'attrice statunitense.

## Biografia

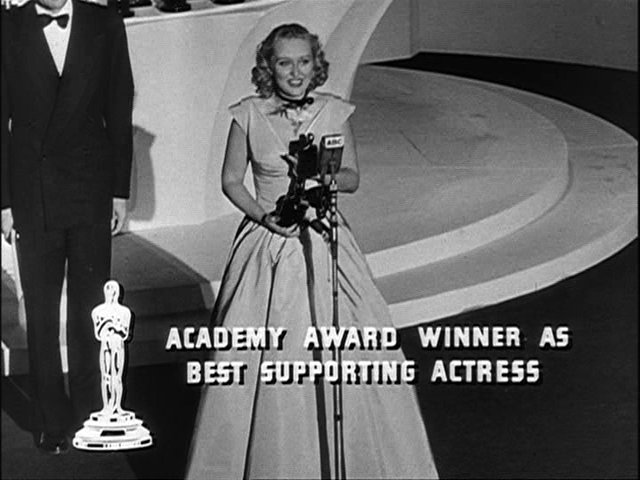
Celeste Holm con il premio Oscar vinto nel 1948 per il film Barriera invisibile

Nata e cresciuta a Manhattan, era figlia unica dell'americana Jean Parke, pittrice e autrice, e di Theodor Holm, un uomo d'affari norvegese che si occupava di trasporti marittimi per la Lloyd's di Londra. A causa del lavoro dei genitori, la Holm studiò in diverse scuole dei Paesi Bassi, della Francia e degli Stati Uniti. Frequentò l'Università di Chicago, prima di intraprendere la carriera d'attrice, dopo alcuni spettacoli teatrali a cui partecipò negli anni delle scuole superiori.
Tra le prime apparizioni sul grande schermo, da ricordare quella in Barriera invisibile (1947), in cui la Holm interpretò il ruolo di Anne Dettrey, collega del giornalista Phil Green (interpretato da Gregory Peck), di cui è segretamente innamorata, una donna di buon cuore in un mondo minato dal razzismo e dai pregiudizi. Per questo film vinse l'Oscar alla miglior attrice non protagonista e il Golden Globe per la migliore attrice non protagonista.
Per la sua partecipazione in Eva contro Eva (1950), nel ruolo di Karen Richards, a fianco di Bette Davis e Anne Baxter, ottenne un'altra candidatura al Premio Oscar, ma a vincere il premio fu Josephine Hull per Harvey (1950). Anche per il film Le due suore la Holm ottenne una nomination agli Oscar, sempre nella categoria di miglior attrice non protagonista. Interpretò inoltre il ruolo di Liz Imbrie nel film Alta società (1956), che era stato di Ruth Hussey in Scandalo a Filadelfia (1940).
Apparsa anche in alcuni musical teatrali, tra i quali Oklahoma!, lavorò poi per il piccolo schermo in diverse soap-opera: la si ricorda in particolare per aver interpretato Isabelle, la matriarca degli Alden, in Quando si ama. Morì nel 2012, all'età di 95 anni, a seguito di un attacco cardiaco.

## Filmografia

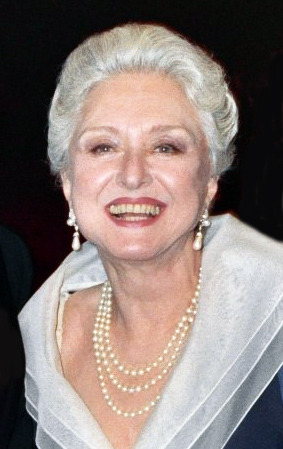
Celeste Holm nel 1988

### Cinema
- Tre ragazze in blu (Three Little Girls in Blue), regia di Bruce H. Humberstone (1946)
- Carnevale in Costarica (Carnival in Costa Rica), regia di Gregory Ratoff (1947)
- Barriera invisibile (Gentleman's Agreement), regia di Elia Kazan (1947)
- I quattro rivali (Road House), regia di Jean Negulesco (1948)
- La fossa dei serpenti (The Snake Pit), regia di Anatole Litvak (1948)
- Chicken Every Sunday, regia di George Seaton (1949)
- Lettera a tre mogli (A Letter to Three Wives), regia di Joseph L. Mankiewicz (1949) (voce - Non accreditata)
- Le due suore (Come to the Stable), regia di Henry Koster (1949)
- Se mia moglie lo sapesse (Everybody Does It), regia di Edmund Goulding (1949)
- Botta senza risposta (Champagne for Caesar), regia di Richard Whorf (1950)
- Eva contro Eva (All About Eve), regia di Joseph L. Mankiewicz (1950)
- Il fidanzato di tutte (The Tender Trap), regia di Charles Walters (1955)
- Alta società (High Society), regia di Charles Walters (1956)
- L'appartamento dello scapolo (Bachelor Flat), regia di Frank Tashlin (1962)
- Il mondo è pieno...di papà (Doctor, You've Got to Be Kidding!), regia di Peter Tewksbury (1967)
- Tom Sawyer, regia di Don Taylor (1973)
- Amore dolce amore (Bittersweet Love), regia di David Miller (1976)
- The Private Files of J. Edgar Hoover, regia di Larry Cohen (1977)
- Tre scapoli e un bebè (3 Men and a Baby), regia di Leonard Nimoy (1987)
- Nora's Christmas Gift, regia di Michael McLean (1989)
- Still Breathing, regia di James F. Robinson (1997)
- Alchemy, regia di Evan Oppenheimer (2005)

### Televisione
- Four Star Revue – serie TV, 1 episodio (1950)
- Hollywood Opening Night – serie TV, 1 episodio (1953)
- Your Jeweler's Showcase – serie TV, 1 episodio (1953)
- Lux Video Theatre – serie TV, 4 episodi (1951-1953)
- The United States Steel Hour – serie TV, 1 episodio (1955)
- Climax! – serie TV, episodio 2x29 (1956)
- Carolyn, regia di Harry Kerwin – film TV (1956)
- The Yeomen of the Guard, regia di George Schaefer – film TV (1957)
- Schlitz Playhouse of Stars – serie TV, 2 episodi (1952-1957)
- I racconti del West (Zane Grey Theater) – serie TV, 1 episodio (1957)
- Alfred Hitchcock presenta (Alfred Hitchcock Presents) – serie TV, 1 episodio (1960)
- Follow the Sun – serie TV, episodio 1x23 (1962)
- Scacco matto (Checkmate) – serie TV, episodio 2x26 (1962)
- Il dottor Kildare (Dr. Kildare) – serie TV, 1 episodio (1963)
- La legge di Burke (Burke's Law) – serie TV, episodio 1x10 (1963)
- Mr. Novak – serie TV, episodio 2x15 (1965)
- Cinderella, regia di Charles S. Dubin – film TV (1965)
- I giorni di Bryan (Run for Your Life) – serie TV, episodio 1x01 (1965)
- Il fuggitivo (The Fugitive) – serie TV, 2 episodi (1965-1967)
- Meet Me in St. Louis, regia di Alan D. Courtney – film TV (1966)
- Fbi contro cosa nostra (Cosa Nostra, Arch Enemy of the FBI), regia di Don Medford – film TV (1967)
- Swing Out, Sweet Land, regia di Stan Harris – film TV (1970)
- Reporter alla ribalta (The Name of the Game) – serie TV, 1 episodio (1970)
- Nancy – serie TV, 70 episodi (1970-1971)
- Le strade di San Francisco (The Streets of San Francisco) – serie TV, episodio 2x18 (1974)
- The Underground Man, regia di Paul Wendkos – film TV (1974)
- Death Cruise, regia di Ralph Senensky – film TV (1974)
- Capitani e Re (Captains and the Kings) – miniserie TV (1976)
- The American Woman: Portraits of Courage, regia di Robert Deubel – film TV (1976)
- Colombo (Columbo) – serie TV, episodio 6x02 (1976)
- The Love Boat II, regia di Hy Averback – film TV (1977)
- La Casa Bianca dalla porta di servizio (Backstairs at the White House), regia di Michael O'Herlihy – miniserie TV (1979)
- Fantasilandia (Fantasy Island) – serie TV, 2 episodi (1978-1979)
- Midnight Lace, regia di Ivan Nagy – film TV (1981)
- Trapper John (Trapper John, M.D.) – serie TV, 2 episodi (1979-1982)
- This Girl for Hire, regia di Jerry Jameson – film TV (1983)
- Jessie, regia di Richard Michaels – film TV (1984)
- Love Boat (The Love Boat) – serie TV, 2 episodi (1979-1984)
- Così gira il mondo (As the World Turns) – soap opera, 1 episodio (1981)
- Falcon Crest – serie TV, 6 episodi (1985)
- Murder by the Book, regia di Mel Damski – film TV (1987)
- Magnum, P.I. – serie TV, 1 episodio (1986)
- Polly, regia di Debbie Allen – film TV (1989)
- Polly: Comin' Home!, regia di Debbie Allen – film TV (1990)
- Quando si ama (Loving) – serie TV, 52 episodi (1991-1992)
- Cin cin (Cheers) – serie TV, 1 episodio (1992)
- Talking with, regia di Kathy Bates – film TV (1995)
- Home of the Brave – film TV (1996)
- Once You Meet a Stranger, regia di Tommy Lee Wallace – film TV (1996)
- Il tocco di un angelo (Touched by an Angel) – serie TV, 3 episodi (1996-1998)
- Terra promessa (Promised Land) – serie TV, 69 episodi (1996-1999)
- The Beat – serie TV, 13 episodi (2000)
- Squadra emergenza (Third Watch) – serie TV, 1 episodio (2002)
- Whoopi – serie TV, 1 episodio (2004)

## Riconoscimenti
Premio Oscar:
- Vinto Oscar alla miglior attrice non protagonista per Barriera invisibile (1947).
- Candidatura Oscar alla miglior attrice non protagonista per Le due suore (1949).
- Candidatura Oscar alla miglior attrice non protagonista per Eva contro Eva (1950).

Golden Globe:
- Vinto Golden Globe per la migliore attrice non protagonista per Barriera invisibile (1947).

Sarah Siddons Society:
- Vinto Premio Sarah Siddons (1968).

## Doppiatrici italiane
Nelle versioni in italiano dei suoi film Celeste Holm è stata doppiata da:
- Wanda Tettoni ne La fossa dei serpenti, Le due suore, Se mia moglie lo sapesse
- Dhia Cristiani ne Il fidanzato di tutte, Alta società
- Giovanna Scotto in Barriera invisibile
- Rina Morelli ne I quattro rivali
- Rosetta Calavetta in Eva contro Eva
- Gemma Griarotti in Quando si ama
- Alina Moradei in Polly
- Miranda Bonansea in Polly torna a casa
- Gabriella Genta in Terra promessa
- Silvia Pepitoni ne I quattro rivali (ridoppiaggio)

Da doppiatrice è sostituita da:
- Tina Lattanzi in Lettera a tre mogli